# Monacos Grand Prix 1972
Monacos Grand Prix 1972 var det fjärde av tolv lopp ingående i formel 1-VM 1972.  

## Resultat
1. Jean-Pierre Beltoise, BRM, 9 poäng
2. Jacky Ickx, Ferrari, 6
3. Emerson Fittipaldi, Lotus-Ford, 4
4. Jackie Stewart, Tyrrell-Ford, 3
5. Brian Redman, McLaren-Ford, 2
6. Chris Amon, Matra, 1
7. Andrea de Adamich, Surtees-Ford
8. Helmut Marko, BRM
9. Wilson Fittipaldi, Brabham-Ford
10. Rolf Stommelen, Eifelland-Ford
11. Ronnie Peterson, March-Ford
12. Graham Hill, Brabham-Ford
13. Mike Beuttler, Clarke-Mordaunt-Guthrie (March-Ford)
14. Dave Walker, Lotus-Ford
15. Denny Hulme, McLaren-Ford
16. Niki Lauda, March-Ford
17. Carlos Pace, Williams (March-Ford)

### Förare som bröt loppet
- François Cévert, Tyrrell-Ford (varv 70, för få varv)
- Henri Pescarolo, Williams (March-Ford) (58, olycka)
- Clay Regazzoni, Ferrari (51, olycka)
- Mike Hailwood, Surtees-Ford (48, olycka)
- Howden Ganley, BRM (47, olycka)
- Tim Schenken, Surtees-Ford (31, olycka)
- Peter Gethin, BRM (27, olycka)
- Reine Wisell, BRM (16, motor)